# Município de Hudson (condado de Caldwell, Carolina do Norte)
Localização da Carolina do Norte nos E.U.A.
O município de Hudson (em inglês: Hudson Township ) é um localização localizado no  condado de Caldwell no estado estadounidense da Carolina do Norte. No ano 2010 tinha uma população de 12.628 habitantes.

## Geografia
O município de Hudson encontra-se localizado nas coordenadas 35° 50′ 40,47″ N, 81° 29′ 38,34″ O.